# Rui Maria de Araújo
Rui Maria de Araújo (n. Suai, 21 de maio de 1964) é um médico e político timorense. Foi o primeiro-ministro de Timor-Leste de 16 de fevereiro de 2015 a 15 de setembro de 2017.

## Biografia
Natural do suco de Mape, na região de Zumalai, no distrito de Covalima, Rui Maria Araújo nasceu a 21 de maio de 1964, tem dois filhos, é licenciado em Medicina pela Universidade de Bali, com mestrado em Saúde Pública pela Universidade Otago, em Dunedin, na Nova Zelândia.
Completou a escolaridade primária em Suai e em 1974 veio para Díli onde estudou no Externato de São José Operário, no bairro de Lahane. É durante a sua vinda para Díli que Rui Maria Araújo primeiro se interessa pela política, tornando-se militante da Associação Social Democrata Timorense (ASDT) e, posteriormente, da Fretilin (Frente Revolucionária de Timor-Leste Independente), influenciado na altura pelo catequista José de Araújo.
Termina o 7.º liceu em 1985, em Díli, e consegue uma bolsa de estudo do Governo provincial indonésio para estudar literatura inglesa na Universidade Católica Satya Wacana, em Salatiga, Java Central. Durante o período em que estudou na Indonésia amplia o seu trabalho na clandestinidade, enviando informação regular para a comunidade timorense na Austrália, nomeadamente em Darwin.
Em 1986 muda-se para a Faculdade de Medicina da Universidade Islaun Sultan Agung, em Samarão (Java Central), mantendo-se sempre ativo como "caixa" ou estafeta, levando informação entre Bali, Surabaya e Jacarta. Três anos depois transfere-se para a Faculdade de Medicina da Universidade Udayana, em Bali, onde termina o curso de Medicina Geral em 1994.
Rui Maria de Araújo assume-se, então, formalmente como membro da RENETIL (Resistência Nacional dos Estudantes de Timor-Leste), incluindo entre as suas atividades a redação e edição do boletim informativo Neon Metin.
Entre 1990 e 1992 Rui Araújo torna-se um dos elos de comunicação principais entre Xanana Gusmão, então no comando das Forças Armadas de Libertação e Independência de Timor-Leste (Falintil), e a rede externa, incluindo em Macau e em Portugal.
Fez parte da equipa que, em 1991, preparou a visita de receção à delegação parlamentar portuguesa, que nunca se chegou a realizar, apoiando ainda Kirsty Sword Gusmão, futura mulher do primeiro-ministro, e o jornalista Max Stahl.
Entre 1994 e 1998 Rui Araújo exerce como médico de clínica geral no Hospital de Díli, tendo colaborado na altura com a organização Cáritas em programas de combate à tuberculose.
Paralelamente ao seu trabalho mais público, Rui Maria de Araújo dedica parte do seu tempo ao cuidado clandestino, apoiando no tratamento a elementos da guerrilha incluindo, em abril de 1996, ao então chefe de Estado Maior das Falintil, o comandante David Alex Daitula. Esta atividade vale-lhe, em fevereiro de 1998, uma carta anónima, de denúncia, apresentada ao então governador de Timor-Leste, Abílio Osório Soares. Nesse ano, em setembro, Rui Araújo é um dos colaboradores que apoia o então administrador apostólico de Díli, Ximenes Belo, na organização da ronda de diálogo conhecida como Dare I.
Um mês depois obtém uma bolsa de estudo do Governo neozelandês - o seu filho também acabaria por estudar naquele país - para completar um mestrado em Saúde Pública na Universidade Otago, em Dunedin.
Depois do referendo, em 1999, Rui Araújo volta ao seu trabalho em Timor-Leste. No II Governo Transitório, é integrado na Autoridade Interina de Saúde, o embrião do futuro Ministério de Saúde, então pertencente à Administração Transitória das Nações Unidas (UNTAET).
A sua tese de mestrado - "Um sistema de saúde adequado para Timor-Leste pela perspetiva dos timorenses" - é aceite em junho de 2001, sendo recrutado no mês seguinte como Diretor dos Serviços de Saúde da UNTAET.
Finalmente, a 2 de maio de 2002 inicia funções como ministro da Saúde no 1.º Governo Constitucional, cargo que mantém depois da reestruturação levada a cabo a 26 de julho de 2005, terminando o cargo em agosto de 2007.
Nos dois anos seguintes mantém-se como assessor de política e gestão de saúde no mesmo Ministério ocupando entre agosto de 2009 e o cargo de assessor de gestão e política pública no Ministério das Finanças.
Simpatizante da Fretilin desde 1975 registou-se oficialmente como militante a 9 de dezembro de 2010, com o número 0177/DL/102551/003920.
Em 2011 funda a organização Profissionais de Saúde Militante Fretilin (PSMF) e a 11 de setembro desse ano é eleito como membro do Comité Central do partido, a que ainda pertence.
Participa na Conferência Nacional da Fretilin, em abril de 2014, durante a qual é aprovada uma resolução que permite a entrada de elementos do partido, se convidados de forma individual, no Governo nacional.

## Condecorações
- Grau Colar da Ordem de Timor-Leste (2017)